# EtherCAT
O EtherCAT é o sistema Ethernet em tempo real para a automação industrial, que se destaca entre outros devido a sua topologia flexível e o manuseio fácil.
O desempenho extremamente alto permite concepções de controle e regulagem que não podem ser realizados com sistemas clássicos. Visto que além da porta padrão de Ethernet não há necessidade de placas encaixáveis específicas, o EtherCAT também pode ser utilizado especialmente em um nível de controle baixo e médio. O sistema EtherCAT também pode ser conectado com o cabo CAT-5 padrão, permitindo ainda a integração vertical.